# Henryk Marconi

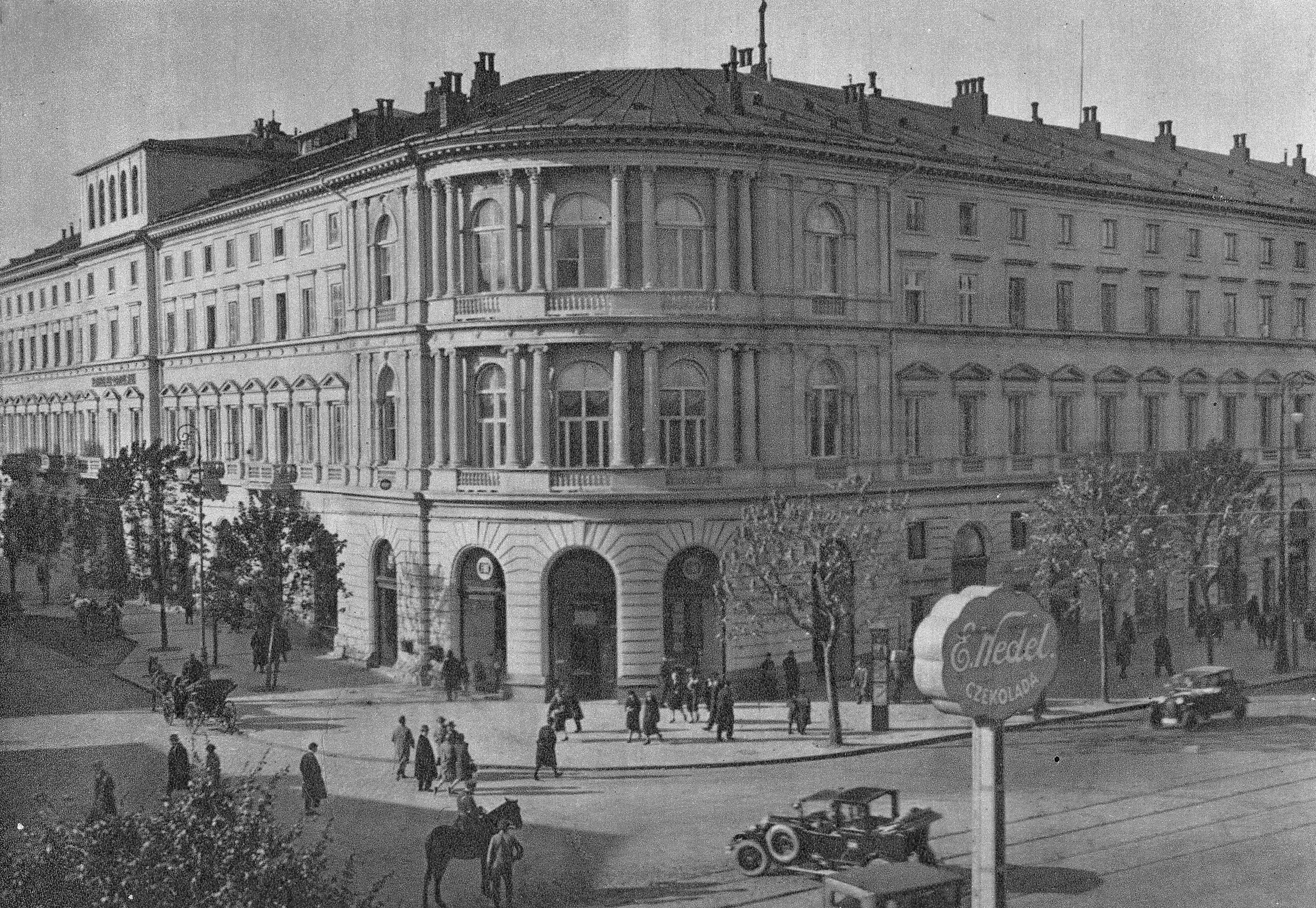
Hotel Europejski w Warszawie, 1855

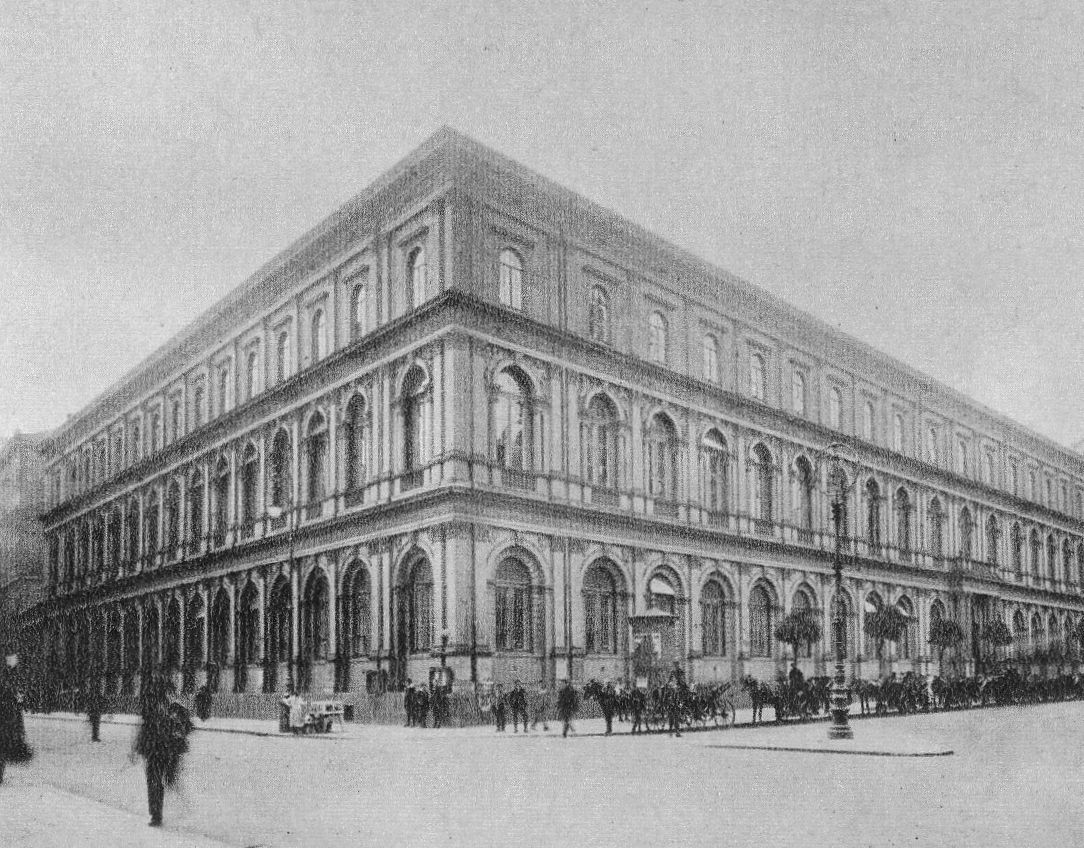
Gmach Towarzystwa Kredytowego Ziemskiego w Warszawie, 1856

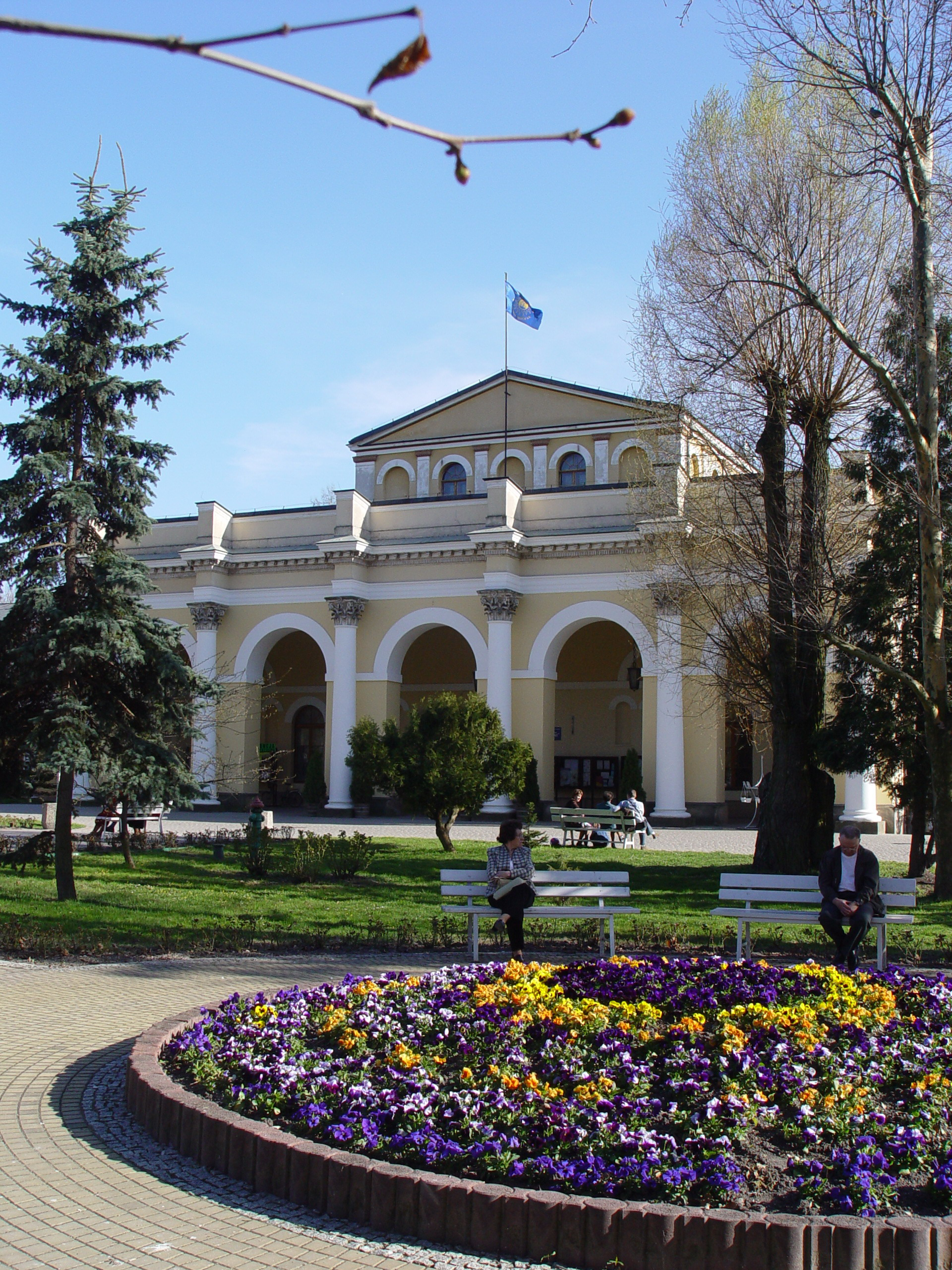
Sanatorium Marconi w Busku-Zdroju, 1835

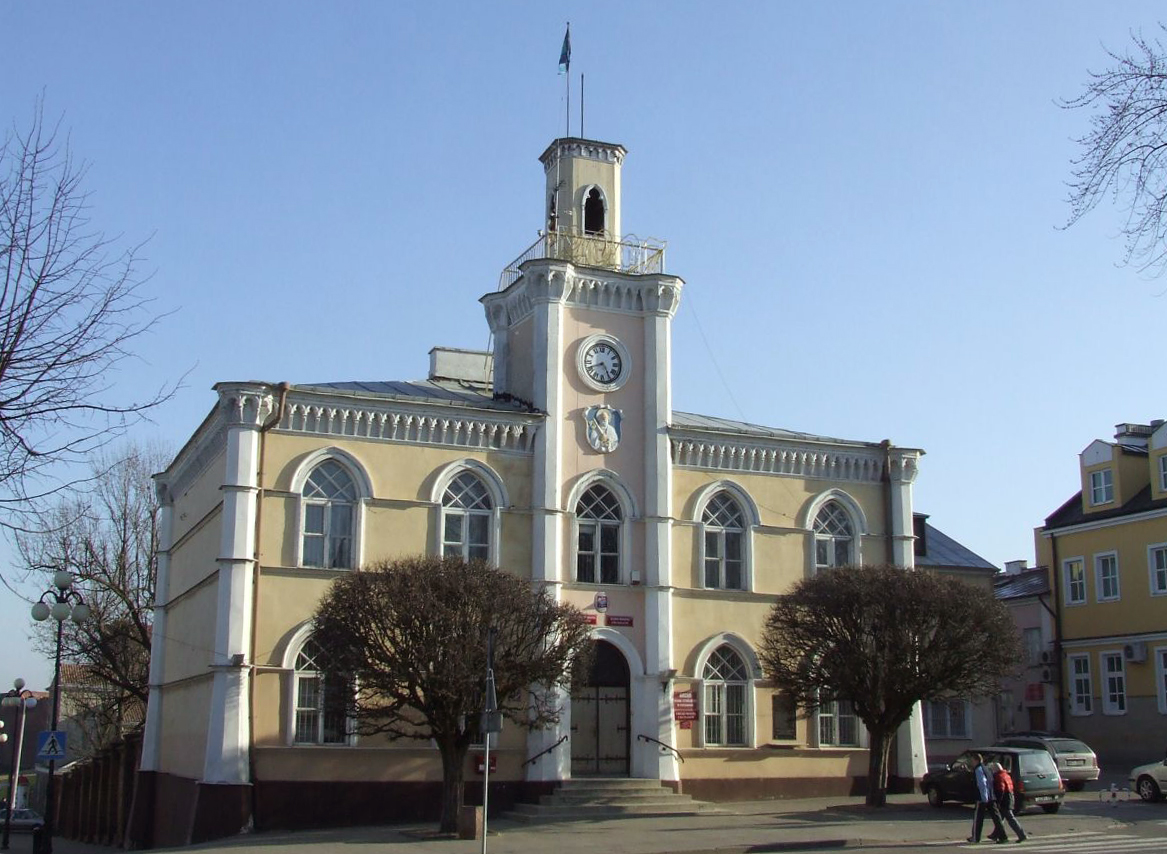
Ratusz w Ciechanowie, 1845

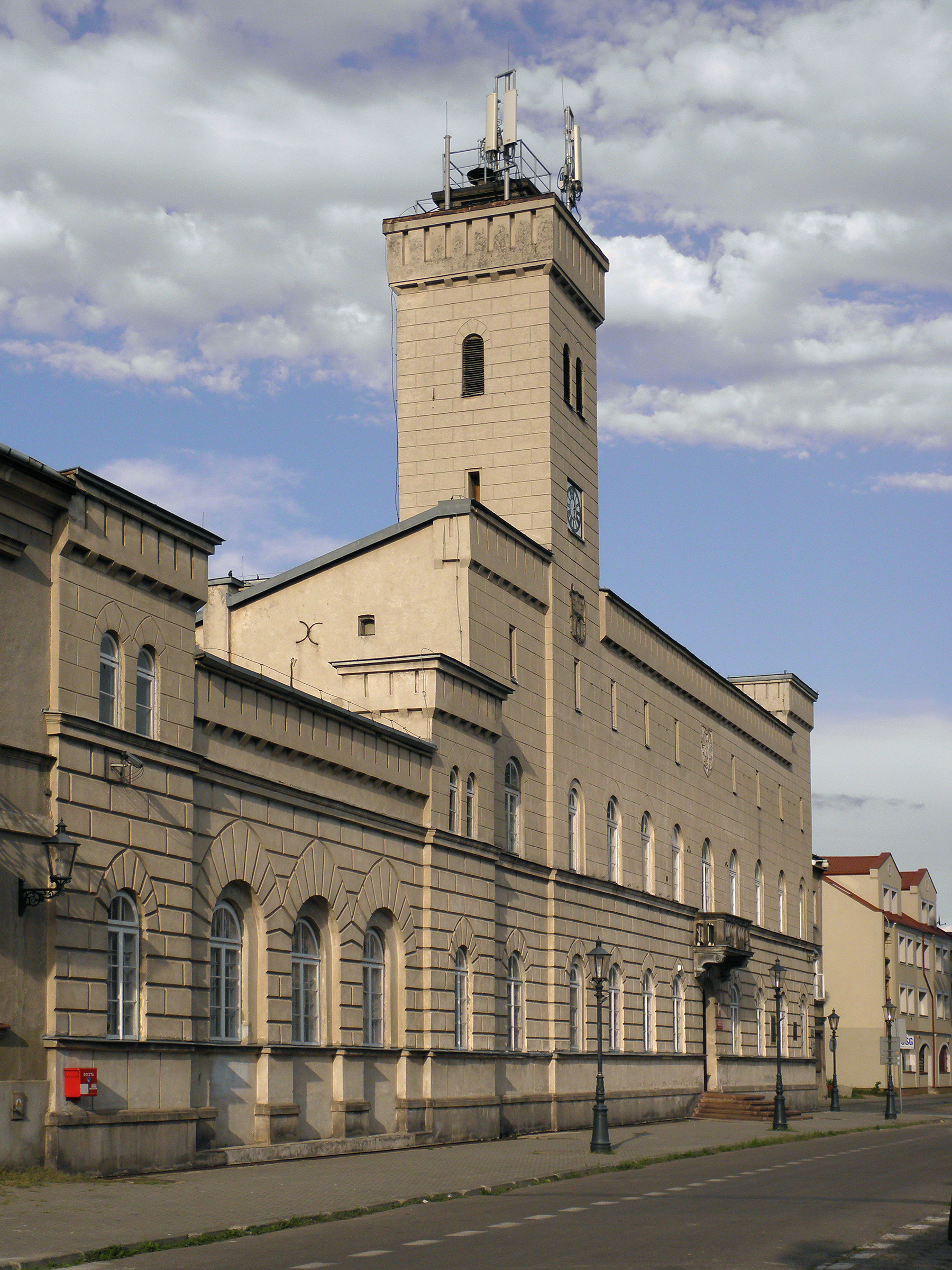
Nowy Ratusz w Radomiu, 1845-1848

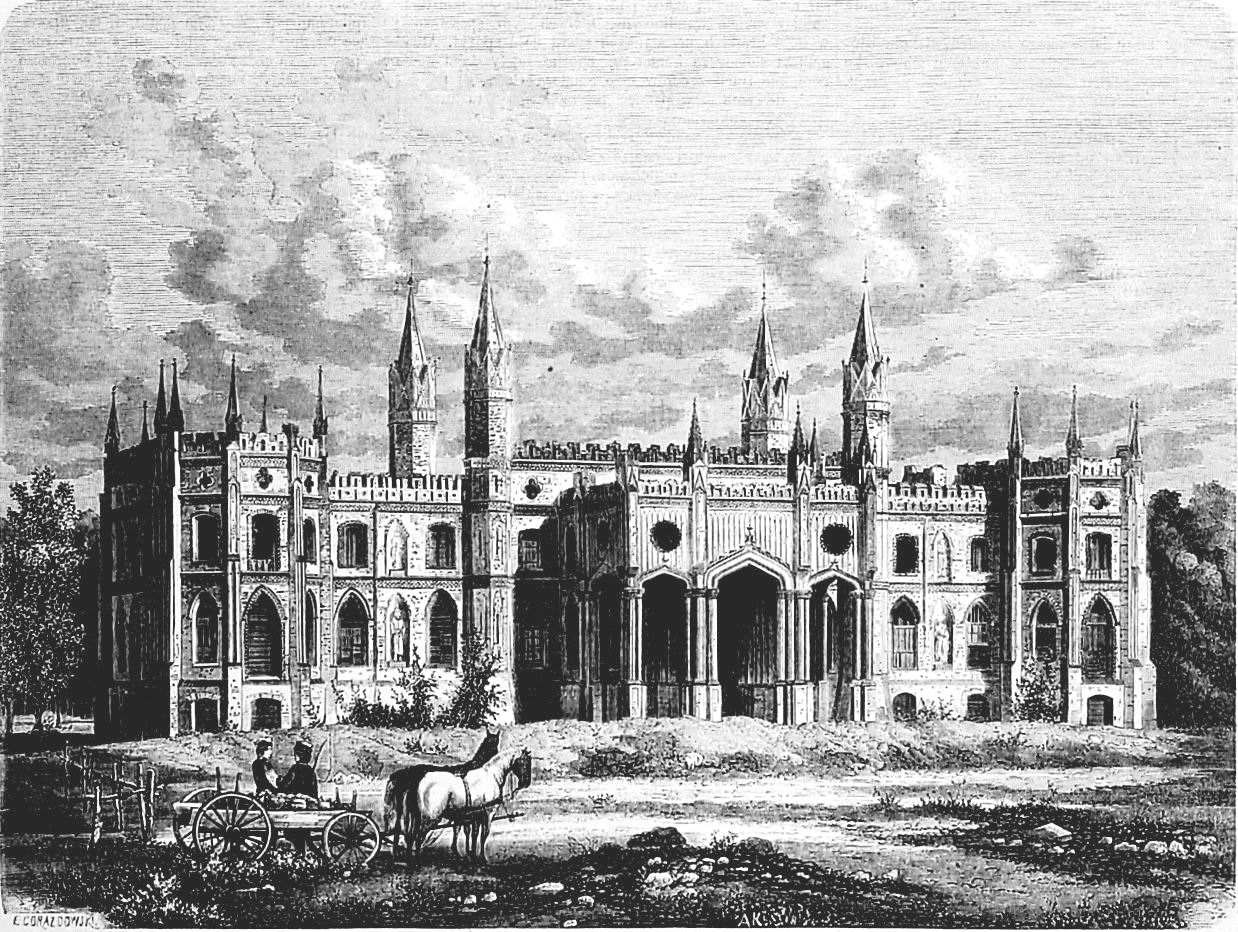
Pałac Paca w Dowspudzie, XIX w.

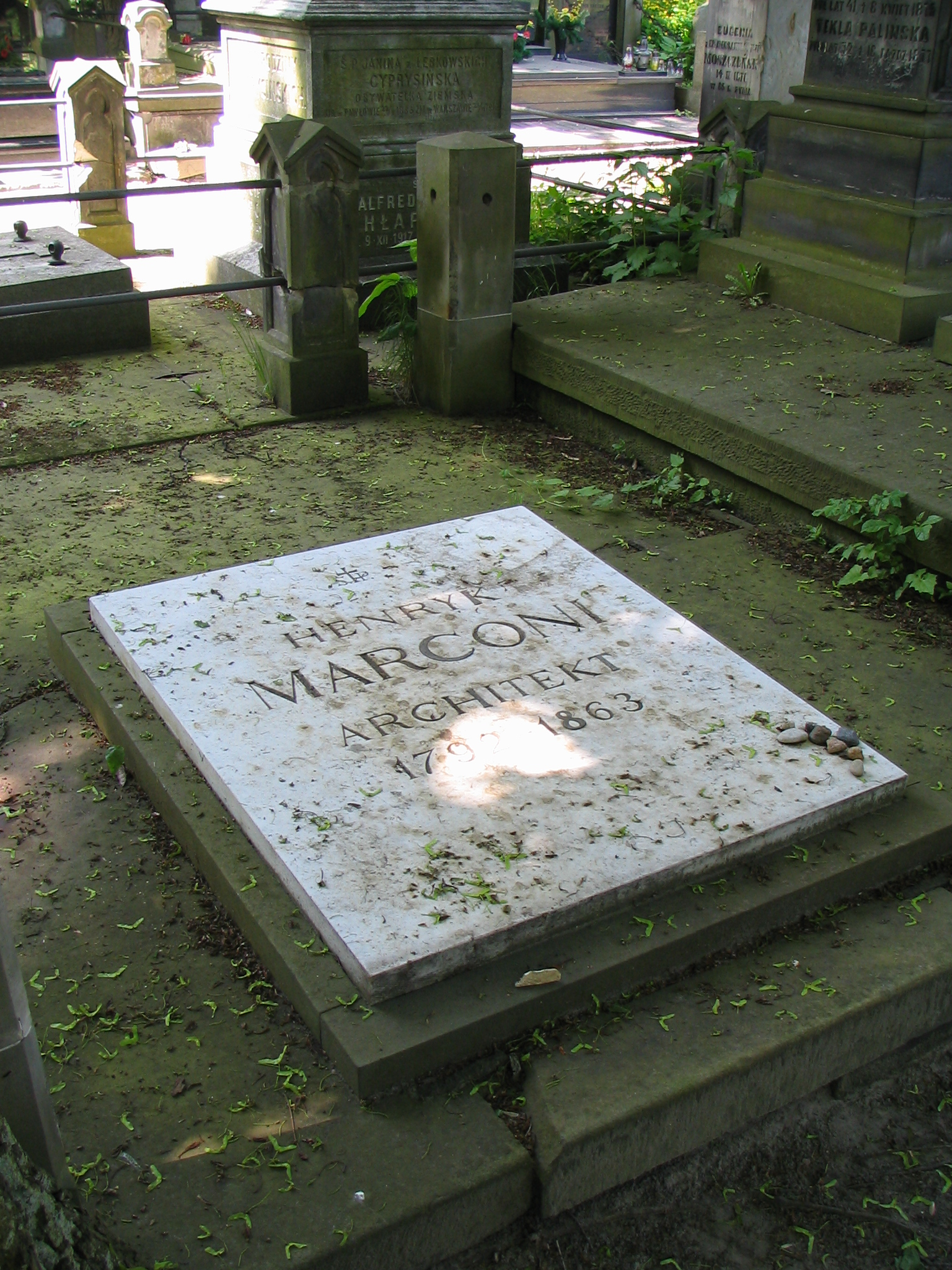
Grób Henryka Marconiego na cmentarzu Powązkowskim w Warszawie

Henryk Marconi (ur. 7 stycznia 1792 w Rzymie, zm. 21 lutego 1863 w Warszawie) – włoski architekt, od 1822 działający w Polsce, przedstawiciel klasycyzmu, jeden z najwybitniejszych architektów XIX wieku, tworzących na ziemiach polskich.

## Życiorys
Kształcił się początkowo pod kierunkiem ojca, Leandra (1763–1837), następnie w latach 1806–1810 jednocześnie na uniwersytecie i Akademii Sztuki Pięknych w Bolonii, gdzie był uczniem Giovanniego Antonio Antoliniego, nadwornego architekta Napoleona Bonaparte. 
Od 1811 roku uczył rysunku w szkole średniej w Lugo. Do Polski został sprowadzony w 1822 r. przez generała Ludwika Michała Paca w celu ukończenia pałacu w Dowspudzie. 
Od 1827 zajmował stanowisko w Wydziale Przemysłu i Handlu Komisji Rządowej Spraw Wewnętrznych, Duchownych i Oświecenia Publicznego, a w latach 1851–1858 był profesorem w Szkole Sztuk Pięknych w Warszawie.
Mieszkał w domu Marconich, który zbudował w Warszawie, na rogu Alej Jerozolimskich i ulicy Marszałkowskiej, dziś już nieistniejącym. Zmarł 21 lutego 1863 roku w Warszawie.

## Życie prywatne
Poślubił córkę ogrodnika hr. Paca, Szkotkę Małgorzatę z Heitonów (1807–1884). Panna młoda była kalwinistką i niektóre ich dzieci wychowano na katolików, podczas gdy inne na kalwinistów. Razem byli rodzicami m.in.: Karola, Władysława, Leandra, Eleonory Kolberg (1832–1882), Jana (1845–1921), inżyniera, oraz Henryka (1842–1920), przemysłowca. Rodzina Marconich osiedliła się na stałe w Warszawie, gdzie ich potomkowie mieszkają do dziś.
Wnukiem Henryka i Małgorzaty był Bohdan.
Bratem Henryka był Ferrante.
Został pochowany na cmentarzu Powązkowskim (kwatera 177 wprost-5-9/10), a jego żona, córka i synowie Jan i Władysław na cmentarzu ewangelicko-reformowanym w Warszawie.

## Ważniejsze dzieła

### Neorenesansowe
- szpital św. Łazarza (ul. Książęca, ok. 1840, zniszczony 1939–1944)
- Kościół św. Karola Boromeusza w Warszawie (Wola) (ul. Chłodna, 1841–1843)
- dworzec Kolei Warszawsko-Wiedeńskiej w Warszawie (1844–1845, zburzony 1925–1930)
- Nowy Ratusz w Radomiu (Rynek, 1845–1848),
- przebudowa pałacu Andrzeja Zamoyskiego w Warszawie (ul. Nowy Świat, 1846, zniszczony 1939–1944, odbudowany 1948–1950)
- Budynek Towarzystwa Kredytowego Ziemskiego w Radomiu (ul. Żeromskiego, 1852)
- Hotel Europejski w Warszawie (ul. Krakowskie Przedmieście, 1855, zniszczony 1944, odbudowany 1949–1951)
- gmach Towarzystwa Kredytowego Ziemskiego w Warszawie (ul. Kredytowa 1, 1856, zniszczony w 1944, odbudowany w 1950 i 1962–1971)
- pałac Branickich w Warszawie (ul. Nowy Świat, 1853–1856, zniszczony w 1944, odbudowany 1946–1949)
- pałac Karskich we Włostowie (1854–1860), fundacji Stanisława Karskiego
- kościół św. Anny w Wilanowie (1857–1870), fundacji Aleksandry Potockiej
- kościół Wszystkich Świętych w Warszawie (pl. Grzybowski, 1859–1863)

### Klasycystyczne
- Łuk triumfalny poświęcony narodzinom i chrzcinom Króla Rzymu, Napoleona II, syna Napoleona Bonapartego, zaprojektowany dla miasta Lugo (Włochy), 1812, dziś już nieistniejący[3].
- pałac Paca w Warszawie, przebudowany i rozbudowany z dawnego barokowego pałacu Radziwiłłów (ul. Miodowa, 1824–1828, zniszczony w 1944, odbudowa w 1947–1951)
- świątynia dorycka w zespole pałacowo-parkowym w Natolinie (1834)
- sanatorium Marconi w Busku-Zdroju (1835)
- pałac Wielopolskich w Chrobrzu (1857–1860)
- ratusz w Błoniu (1842) (powiat warszawski zachodni)
- wodozbiór w Ogrodzie Saskim w Warszawie (1852), jeden z elementów wodociągu miejskiego zaprojektowanego przez Marconiego (1851–1855)[8]
- rozbudowa pałacu w Jabłonnie (1834–1843)
- poczta w Augustowie (1828)
- ratusz w Augustowie (1835–1836) (zniszczony w czasie II wojny światowej)
- Szpital Św. Trójcy w Kaliszu (1840–1841)
- Szpital św. Mikołaja w Łęczycy (1842)
- ratusz w Kole
- kościół ewangelicko-augsburski w Turku
- przebudowa pałacu Kossakowskich w Warszawie
- dworzec kolei Warszawsko-Wiedeńskiej Sosnowiec Główny
- Starostwo powiatu Stanisławowskiego w Mińsku Mazowieckim (1847-1853)[9]
- kościół pw. św. Mikołaja Biskupa z 1874 r. w Łomnie w województwie mazowieckim
- szpital Wszystkich Świętych w Wieluniu
- Ratusz miejski w Górze Kalwarii

### Neogotyckie
- pałac Paca w Dowspudzie (1820-22, rozebrany w 1867 – ocalała tylko brama, inspirowany gotykiem angielskim)
- wzniesiona w 1841 roku murowana stajnia ogierów czołowych z maneżem oraz stajnia „Zegarowa” znajdująca się w stadninie koni w Janów Podlaski
- kościół w Różance koło Lidy (1827)
- pałac w Konopnicy, pow. wieluński, woj. łódzkie,
- mauzoleum Potockich w Wilanowie (1836)
- projekt pałacu w Zbójnie (1833)
- ratusz w Ciechanowie (1844)
- brama w Morysinie w Warszawie zamykająca wschodni odcinek osi założenia pałacowo-parkowego w Wilanowie (1846, w ruinie)
- kościół Opieki Matki Bożej w Osięcinach (1845–1855)
- kościół Św. Jadwigi Śląskiej w Samogoszczy (1863–1864)
- kościół św. Mikołaja w Słaboszowie (1854–1876)
- zespół pałacowo-parkowy w Potulicach (1854–1880)

Trudna do klasyfikacji architektonicznej jest zaprojektowana przez Henryka Marconiego Wielka Synagoga w Łomży, eklektyzm reprezentuje natomiast pałac Dobieckich w Łopusznie.

## Pisma
- O porządkach architektonicznych, Warszawa 1828, wyd. 2 1837
- Saggio sugli ordini di architettura, Warszawa 1831
- Zbiór projektów architektonicznych, Warszawa, 1838-42[10][11][12][13]

## Upamiętnienie
- Popiersie w kościele Wizytek w Warszawie[14].
- Nazwisko architekta nosi warszawski Teatr Enrico Marconi założony w 2009 przez Stowarzyszenie „Italiani In Polonia” (Włochów w Polsce). Teatr ten mieści się w podziemiach zaprojektowanego przez Marconiego kościoła Wszystkich Świętych.